# Aleurovitreus insignis
Aleurovitreus insignis es un hemíptero de la familia Aleyrodidae, con una subfamilia: Aleyrodinae.
Aleurovitreus insignis fue descrita científicamente por primera vez por Bondar en 1923.